# Molane
Molane är en kulle i Antarktis. Den ligger i Östantarktis. Norge gör anspråk på området. Toppen på Molane är 2 230 meter över havet.
Terrängen runt Molane är platt åt sydost, men åt nordväst är den kuperad. Trakten är obefolkad. Det finns inga samhällen i närheten.